# Гидросульфат нитрозила
Гидросульфа́т нитрози́ла — неорганическое соединение,
кислая соль нитрозила и серной кислоты
с формулой (NO)HSO4,
бесцветные кристаллы,
разлагается в воде.

## Получение
- Пропускание сухого сернистого газа c оксидом азота(II) через сконденсированные капли воды:

{\displaystyle {\mathsf {2SO_{2}+3NO_{2}+H_{2}O\ \rightarrow \ 2(NO)HSO_{4}+NO\uparrow }}}

## Физические свойства
Гидросульфат нитрозила образует бесцветные кристаллы,
устойчивые в сухом воздухе,
чувствительны к воздействию влаги.
Растворяется в концентрированной серной кислоте.

## Химические свойства
- При нагревании разлагается:

{\displaystyle {\mathsf {2(NO)HSO_{4}\ \xrightarrow {>73,5^{o}C} \ H_{2}SO_{4}+SO_{3}+NO+NO_{2}}}}
- Реагирует с водой:

{\displaystyle {\mathsf {2(NO)HSO_{4}+H_{2}O\ \rightarrow \ 2H_{2}SO_{4}+NO_{2}\uparrow +NO\uparrow }}}
- Разбавленными растворами щелочей и концентрированным горячим раствором аммиака разлагается[1]:

{\displaystyle {\mathsf {(NO)HSO_{4}+3NaOH\ \xrightarrow {} \ NaNO_{2}+Na_{2}SO_{4}+2H_{2}O}}}
{\displaystyle {\mathsf {(NO)HSO_{4}+3NH_{3}*H_{2}O\ \xrightarrow {t} \ N_{2}\uparrow +(NH_{4})_{2}SO_{4}+4H_{2}O}}}
- Взаимодействует с поваренной солью с образованием хлорида нитрозила:

{\displaystyle {\mathsf {(NO)HSO_{4}+NaCl\ \rightarrow \ NaHSO_{4}+NOCl}}}

## Применение
- Промежуточный продукт в производстве серной кислоты нитрозным способом.